# Litisk analys
Litiska analyser genomförs i syfte att studera en sten (ofta ett stenverktyg) och vad den använts till. Litiska analyser genomförs främst inom arkeologin och geologin.

## Olika typer av analyser

### Slitspårsanalys
Slitspårsanalys utförs för att bestämma vad ett stenverktyg använts till. Den bakomliggande teorin (och därtill hörande praktiska försök) säger att bearbetning av olika typer av material ger upphov till olika typer av räfflor och grad av glans på stenverktyget, varför det blir möjligt att till exempel bedöma (genom jämförelser med referensmaterial) vilket material en (exempelvis) skrapa har bearbetat.

### Frakturanalys
Frakturanalys genomförs främst på kvarts (även om det ibland görs även på andra material) i syfte att utröna om alla delar av en reduktionsprocess finns på en arkeologisk lokal. Den bakomliggande teorin (och praktiska försök) visar att kvarts sönderfaller på ett bestämt sätt och att proportionerna mellan olika typer av avslagsdelar i stort sett alltid är de samma vid en reduktion av en kvartskärna. Därmed blir det möjligt att bedöma vilka typer av avslag som har tagits från en slagplats för vidare användning.

### Refitting
Refitting görs genom att redskap, avslag och andra reduktionsrester på en slagplats eller inom en eller flera aktivitetsytor sätts ihop igen, för att en bedömning av hur olika reduktionsprocesser har gått till och hur material använts och förflyttats. Arbetet är ofta mycket tidsödande. Metoden möjliggör en bedömning av hur stenteknologin på en viss plats har sett ut. Den är också lämplig vid studiet av rörelsemönster och olika ageranden på en boplats.

### Tunnslipsanalys
Tunnslipsanalys görs på stenar för att kunna bedöma proveniens och möjliggöra jämförelser mellan stenar från till exempel olika lokaler eller troliga platser för råmaterial anskaffning. Även på arkeologisk keramik görs denna typ av analys, för att bestämma lerans geologiska sammansättning och vilken typ av magring som använts.